# 1 Pułk Piechoty (Księstwo Warszawskie)
1 pułk piechoty – oddział piechoty Armii Księstwa Warszawskiego. 

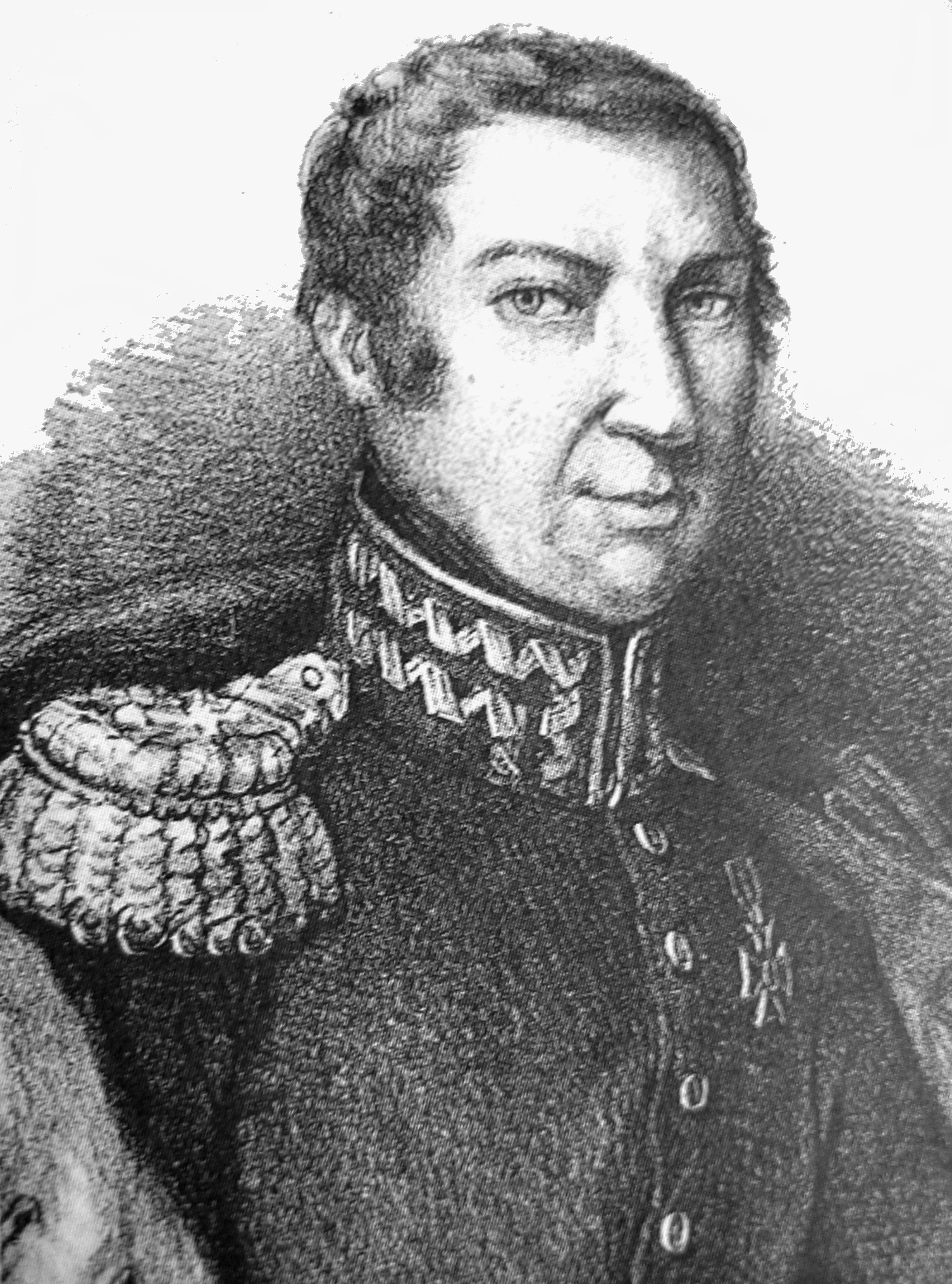
Kazimierz Małachowski

## Formowanie i zmiany organizacyjne
Pułk został sformowany w 1806 w Warszawie.
Stacjonował kolejno w miejscowościach tj.: Warszawa, Kalisz i Częstochowa. Pod koniec 1809 roku liczył 2690 żołnierzy. Według etatu z 1810 roku, pułk składał się ze 27 osobowego sztabu i trzech batalionów piechoty po 6 kompanii. Sztaby batalionów liczyć miały 4 osoby, a kompanie 136 żołnierzy. W sumie w pułku powinno służyć 2487 żołnierzy. Faktycznie stan osobowy oddziału był nieco mniejszy.
Zgodnie z zarządzeniem Napoleona z 17 maja 1811 roku, na terenie Księstwa Warszawskiego utworzono trzy dywizje. Pułk wszedł w skład 2 Dywizji.
W czasie przygotowań do inwazji na Rosję 1812 roku pułk włączony został w strukturę 17 Dywizji Jana Henryka Dąbrowskiego z V Korpusu Wielkiej Armii ks. Józefa Poniatowskiego.
Po przegranej kampanii rosyjskiej 1812 roku, powtórnie odtworzono pułk w składzie dwóch batalionów po 700 żołnierzy. Wszedł w skład 26 Dywizji dowodzonej przez Ludwika Kamienieckiego. Komendę nad pułkiem przejął płk Tadeusz Piotrowski.
Po abdykacji Napoleona, car Aleksander I wyraził zgodę na odesłanie oddziałów polskich do kraju. Miały one stanowić bazę do tworzenia Wojska Polskiego pod dowództwem wielkiego księcia Konstantego. 13 czerwca 1814 roku pułkowi wyznaczono miejsce koncentracji w Krakowie.

## Żołnierze pułku
Pułkiem dowodzili:
- płk Michał Grabowski (od 4 stycznia 1807),
- płk Kazimierz Małachowski (od 8 kwietnia 1808),
- płk Stefan Koszarski (od 21 października 1812),
- płk Ludwik Tadeusz Piotrowski (od 18 stycznia 1813).

## Działania bojowe pułku
Pułk brał udział w walkach w okresie pierwszej wojny polskiej 1807 roku, wojny polsko austriackiej, inwazji na Rosję 1812 roku i kampanii 1813 roku.
Bitwy i potyczki:

- Wały (5 maja 1807)
- Ruda (12 maja 1807)
- Raszyn (19 kwietnia 1809)
- Praga (25 i 27 kwietnia 1809)
- nad Wisłą (11 maja 1809)
- Ruda (16 maja 1809)
- Ruda (5 czerwca 1809)
- Sandomierz (7,9,12,13 i 16 czerwca 1809)
- Wrzawy (12 czerwca 1809)
- Kazimierzówka (8 września 1812)
- Horbaszewice (16 września 1812)
- Pankratowice i Borysów (21 listopada 1812)
- pod Berezyną (28 listopada 1812)
- Ebersdorf (6 września 1813)
- Penig i Lunzenau (7 października 1813)
- Chemnitz (9 października 1813)
- Lipsk (18 i 19 października 1813)

## Mundur
Przepis ubiorowy z 3 września 1810 roku nie doprowadził jednak do całkowitego ujednolicenia munduru piechoty. Niektóre pułki dość  znacznie różniły się od ustaleń regulaminowych.
W 1 pułku piechoty były to kity czarne na czapkach fizylierów, szlify białe włóczkowe z frędzlami na ramionach fizylierów i  patrontasze bez żadnych znaków.

## Chorągiew
Chorągiew 1 pułku piechoty z 1807 roku
Bławat na stronie prawej (w lewo od drzewca) z tkaniny jedwabnej karmazynowej o wymiarach 55 cm x 55 cm. Pośrodku aplikowany z sukna białego orzeł polski. Dziób, nogi oraz pióra haftowane białym jedwabiem, korona, berło i jabłko haftowane srebrem z cekinami. Nad orłem napis haftowany jedwabiem białym: „PUŁK PIERWSZY PIECHOTY". Strona odwrotna z tkaniny jedwabnej niebieskiej, pośrodku orzeł taki sam jak poprzednio, lecz zwrócony odwrotnie. Napis również taki sam.
Orzeł 1 pułku  piechoty
Na tkaninie jedwabnej białej o wymiarach 95 cm X 80 cm namalowany złotem orzeł francuski pod koroną, w takiej jednak skali i nie pośrodku tkaniny, iż tkanina zdaje się być mocno przycięta. Na jedwabiu znajdował się napis: Republique Francaise, a na odwrocie: "Legion Polonaise". W 1898 roku napis ten nie był już widoczny.
Powyższe szczegóły świadczyłyby, iż bławat tej chorągwi uległ zmianom i przeróbkom; pierwotnie prawdopodobnie należał do batalionu Legii Polskiej we Włoszech. Na drzewcu tablica. Na tle srebrnym, litery i złocone obramienie.